# منتدى مكافحة الإسلاموفوبيا والعنصرية
منتدى مكافحة الإسلاموفوبيا والعنصرية (FAIR) هو عبارة عن جمعية مقرها لندن تهدف إلى تأييد المسلمين وممارسة الضغوط لصالحهم. وتقيم هذه الجمعية حملات ضد التمييز الذي يتخذ صورة معاداة الإسلام (الإسلاموفوبيا) والعنصرية. وقد تأسست في عام 2001 كمنظمة خيرية مستقلة تهدف إلى مراقبة التغطية الإعلامية التي تتناول الإسلام والمسلمين، وتجابه صور الإسلاموفوبيا بالحوار مع المؤسسات الإعلامية. ومنذ تأسيسها، أصدرت هذه الجمعية العديد من المؤلفات المرتبطة بمعاداة الإسلام (الإسلاموفوبيا) في المملكة المتحدة. ومنذ هذا التأسيس أيضًا الذي كان في عام 2000، شغل كلٌ من نفيد أخطر وسمر مشدي رئاستها.

## الأهداف والأنشطة
ينص بيان مهمة الجمعية على أنها قد تأسست «بهدف رفع مستوى الوعي بالإسلاموفوبيا والعنصرية ضد المسلمين، ومكافحة هذه الأمور، ومراقبة الحوادث التي تنطوي عليها، والعمل على القضاء على التمييز الديني والعرقي، وإقامة الحملات وممارسة الضغوط في القضايا المتعلقة بالمسلمين والمجتمعات الأخرى متعددة العرقيات في بريطانيا».
أقام منتدى مكافحة الإسلاموفوبيا والعنصرية (FAIR) حملة نشطة لإقرار قانون الكراهية الدينية والعرقية لعام 2006 الذي جرَّم التحريض على الكراهية الدينية في بريطانيا. وأصدر مذكرة في عام 2002 بعنوان "The Religious Offences Bill: A Response" (قانون الانتهاكات الدينية: الرد) وقدمها إلى اللجنة التابعة لمجلس اللوردات. عرض المنتدى في هذه المذكرة عددًا من المنشورات الصادرة عن الحزب الوطني البريطاني اليميني المتطرف، والتي تحرض على كراهية الإسلام والمجتمع الإسلامي في بريطانيا، مع الإشارة إلى أن هذه المنشورات تمثل ثغرة في القانون البريطاني تتمتع من خلالها بعض المجتمعات بالحماية من الكراهية، في حين تفتقر مجتمعات أخرى إلى هذه الحماية. وفي عام 2003، أبلغ المنتدى عن وقوع تسع وعشرين حادثة انتهاك واعتداء على المسلمين في ذلك العام، العدد الذي يقل كثيرًا عما يعتقد المنتدى أنه وقع بالفعل. وشمل ذلك اعتداءات على السيدات المسلمات وأفراد يرتدون ملابس تقليدية إسلامية، بالإضافة إلى تخريب المساجد والمراكز الإسلامية. أبلغ المنتدى كذلك عن حوادث انتهاك لحرمة قبور المسلمين.
وفي عام 2004، أقام منتدى مكافحة الإسلاموفوبيا والعنصرية (FAIR) استطلاعًا للآراء، بالتعاون مع الكلية الإسلامية في لندن ومؤسسة الإمام الخوئي الخيرية. وتوصلوا من خلاله إلى أنه منذ وقوع هجمات الحادي عشر من سبتمبر، 80 في المائة من المسلمين، الذين أُجري عليهم الاستطلاع، أشاروا إلى وجود معاداة للإسلام؛ و68 في المائة رأوا أن هناك تمييزًا في التعامل معهم والنظرة إليهم؛ في حين أشار 32 في المائة منهم إلى التمييز ضدهم في مطارات المملكة المتحدة. اشترك المنتدى كذلك في تنظيم الفعاليات والمظاهرات مع مجلس مسلمي بريطانيا (MCB) والجمعية الوطنية للسود.

## المؤلفات
- Counter-Terrorism Powers: Reconciling Security and Liberty in an Open Society: Discussion Paper- A Muslim Response. (2004), London
- A Response to the Government Consultation Paper, 'Towards Equality and Diversity: Implementing the Employment and Race Directives.' (2002) London.

## وصلات خارجية
- Forum Against Islamophobia and Racism (fairuk.org) official website.